# Ribas (Celorico de Basto)
Ribas ist eine Gemeinde (Freguesia) im portugiesischen Kreis Celorico de Basto. In ihr leben 900 Einwohner (Stand 19. April 2021).